# John Peterson
John Peterson est un lutteur américain spécialiste de la lutte libre né le 22 octobre 1948 dans le Wisconsin.

## Biographie
Il remporte la médaille de bronze des Championnats du monde de lutte 1978 et la médaille d'argent lors des Championnats du monde de lutte 1979 dans la catégorie des moins de 82 kg.
Lors des Jeux olympiques d'été de 1972, il remporte la médaille d'argent et quatre ans plus tard, lors des Jeux olympiques d'été de 1976, il remporte le titre olympique en combattant dans la catégorie des -82 kg.